# یواس‌اس رندولف (۱۷۷۶)
یواس‌اس رندولف (۱۷۷۶) (به انگلیسی: USS Randolph (1776)) یک کشتی بود که طول آن ۱۳۲ فوت ۹ اینچ (۴۰٫۴۶ متر) بود. این کشتی در سال ۱۷۷۶ ساخته شد.